# هاري ميدلتون
هاري ميدلتون (بالإنجليزية: Harry Middleton)‏ (12 أبريل 1995 بدونكاستر في المملكة المتحدة - ) هو لاعب كرة قدم بريطاني في مركز الوسط. لعب مع نادي دونكاستر روفرز.

## وصلات خارجية
- هاري ميدلتون على موقع قاعدة بيانات كرة القدم.إي يو (الإنجليزية)
- هاري ميدلتون على موقع Soccerbase.com (لاعب) (الإنجليزية)